# Nazionale maschile di calcio della Somalia
La nazionale di calcio della Somalia (in somalo Xulka Qaranka Soomaaliya) è la rappresentativa calcistica della Somalia ed è posta sotto l'egida della Somali Football Federation. È affiliata alla FIFA dal 1961.
Non è mai riuscita a qualificarsi per la fase finale né della Coppa d'Africa né della Coppa del mondo.
Occupa la 202ª posizione nel ranking mondiale FIFA.

## Storia
Le prime rappresentativa somala esordì negli anni '40, debuttando in incontri con formazioni composte da coloni italiani. Nel 1951 fu fondata la Somali Football Federation. Nel 1958 fu istituito il primo commissariato somalo per lo sport.
La nazionale somala debuttò nelle qualificazioni alla Coppa del mondo solo in vista di Spagna 1982.
Dopo la guerra civile scoppiata alla metà degli anni '80, la squadra fu costretta dalla FIFA a disputare le partite casalinghe all'estero per ragioni di sicurezza. Nel 2011, con la pacificazione di Mogadiscio, la federcalcio iniziò i preparativi per ospitare il primo match ufficiale nello stadio della capitale dopo decenni, che ebbe luogo nel dicembre 2012.
Nell'estate del 2006 il calcio nella nazione somala è stato vietato, secondo una rigida interpretazione della Shari'a, con una legge emanata dal tribunale delle Corti Islamiche.
Il 5 settembre 2019 la Somalia vince una partita di qualificazione per la prima volta dal 1984 (quando aveva battuto il Kenya in un incontro delle eliminatorie della Coppa d'Africa 1984) nonché una partita di qualificazione al campionato del mondo per la prima volta in assoluto, sconfiggendo lo Zimbabwe per 1-0. Nella sfida di ritorno perde per 3-1, venendo eliminata dalle qualificazioni.

## Commissari tecnici

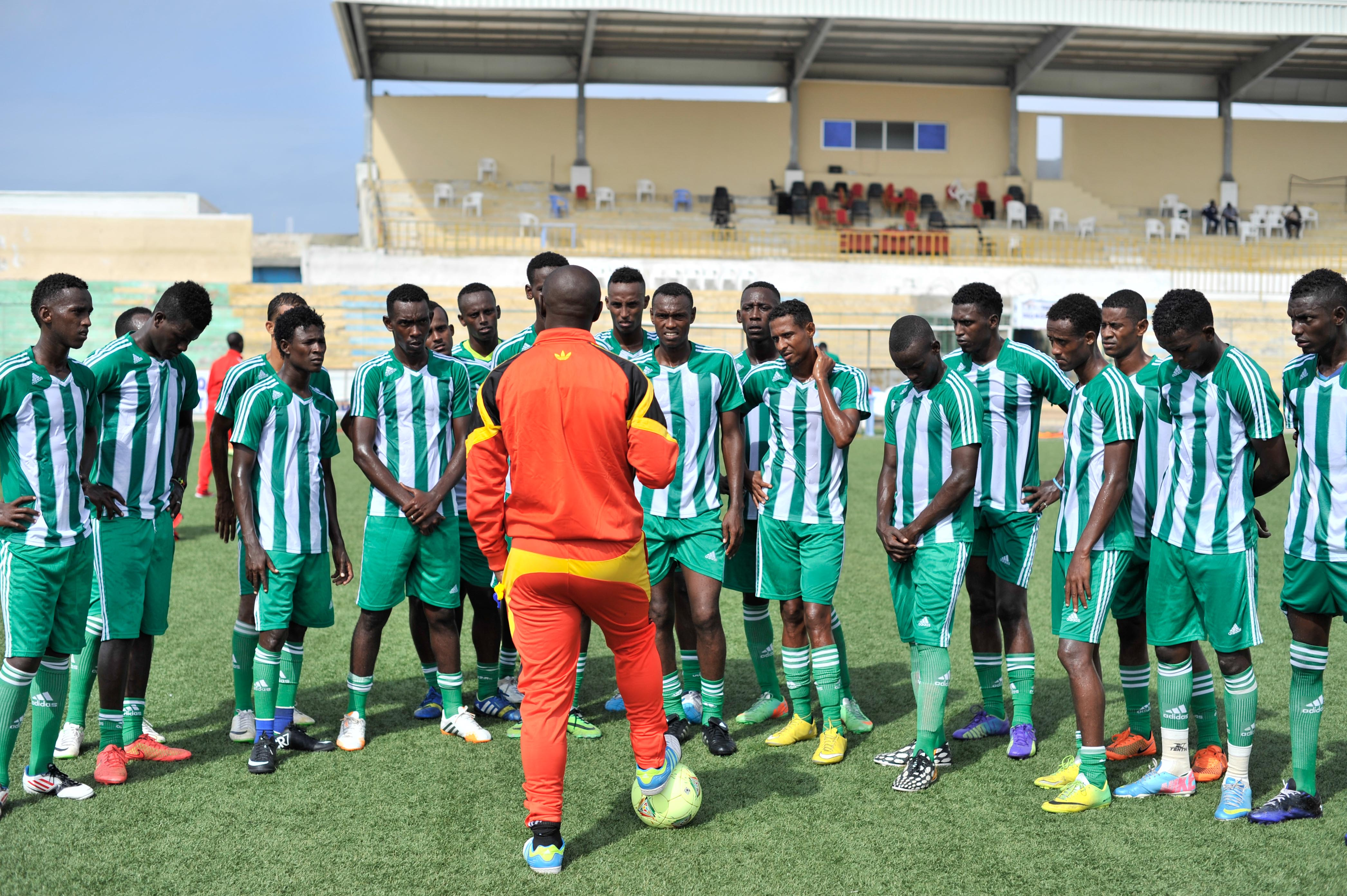
Charles Livingstone Mbabazi con i giocatori della Somalia nell'agosto 2015.

| Nome                     | Naz                    | Periodo                        | Partite | V | N | P | % V   |
| ------------------------ | ---------------------- | ------------------------------ | ------- | - | - | - | ----- |
| Qi Wusheng               | Cina (bandiera)        | 1978–1979                      |         |   |   |   |       |
| Klaus Ebbighausen        | Germania (bandiera)    | 1980                           |         |   |   |   |       |
| Hussein Ali Abdulle      | Somalia (bandiera)     | maggio 1999 – dicembre 2000    | 8       | 0 | 1 | 7 | 6.3%  |
| Awil Ismaggiol Mohamed · | Somalia (bandiera)     | 2004–2005                      | 5       | 0 | 1 | 4 | 10%   |
| Ignacio González         | Somalia (bandiera)     | novembre 2001 – dicembre 2002  | 7       | 1 | 2 | 4 | 28.6% |
| Ali Abdi Farah           | Somalia (bandiera)     | ottobre 2003 – dicembre 2005   | 9       | 1 | 0 | 8 | 11.1% |
| Daniel Muwathe           | Kenya (bandiera)       | ottobre 2006 – dicembre 2006   | 6       | 0 | 0 | 6 | 0%    |
| Mohammed Shidane         | Somalia (bandiera)     | ottobre 2007 – dicembre 2007   | 4       | 0 | 0 | 4 | 0%    |
| Ali Abdi Farah           | Somalia (bandiera)     | settembre 2008 – dicembre 2009 | 8       | 2 | 0 | 6 | 25%   |
| Mohamed Farayare         | Somalia (bandiera)     | gennaio 2010 – marzo 2010      | 2       | 1 | 0 | 1 | 50%   |
| Yousef Adam              | Qatar (bandiera)       | ottobre 2010 – dicembre 2010   | 3       | 0 | 0 | 3 | 0%    |
| Alfred Imonje            | Kenya (bandiera)       | ottobre 2011 – dicembre 2011   | 5       | 0 | 1 | 4 | 10%   |
| Sam Ssimbwa              | Uganda (bandiera)      | dicembre 2011 – ottobre 2013   | 6       | 0 | 0 | 6 | 0%    |
| Callum Cawkwell ·        | Inghilterra (bandiera) | novembre 2013 – marzo 2014     | 3       | 0 | 0 | 3 | 0%    |
| Sam Ssimbwa              | Uganda (bandiera)      | marzo 2014 – settembre 2015    | 2       | 0 | 0 | 2 | 0%    |
| Charles Mbabazi          | Uganda (bandiera)      | settembre 2015                 |         |   |   |   |       |
| Haruna Mawa              | Uganda (bandiera)      | novembre 2016 – 2017           | 2       | 0 | 0 | 2 | 0%    |
| Mohamed Farayare         | Somalia (bandiera)     | 2017 – marzo 2019              |         |   |   |   |       |
| Bashir Hayford           | Ghana (bandiera)       | marzo 2019 – 2019              | 7       | 2 | 2 | 3 | 42.8% |
| Said Abdi Haibeh         | Somalia (bandiera)     | dicembre 2019 – maggio 2021    | 4       | 1 | 2 | 1 | 25%   |
| Abdellatif Salef         | Marocco (bandiera)     | maggio 2021 – giugno 2021      | 0       | 0 | 0 | 0 | 0%    |
| Salad Farah              | Somalia (bandiera)     | giugno 2021 –                  | 2       | 0 | 0 | 2 | 0%    |

## Partecipazioni ai tornei internazionali

### Mondiali
| Anno | Luogo                    | Piazzamento      | V | N | P | Gol |
| ---- | ------------------------ | ---------------- | - | - | - | --- |
| 1930 | Uruguay                  | Non iscritta     | - | - | - | -   |
| 1934 | Italia                   | Non iscritta     | - | - | - | -   |
| 1938 | Francia                  | Non iscritta     | - | - | - | -   |
| 1950 | Brasile                  | Non iscritta     | - | - | - | -   |
| 1954 | Svizzera                 | Non iscritta     | - | - | - | -   |
| 1958 | Svezia                   | Non iscritta     | - | - | - | -   |
| 1962 | Cile                     | Non iscritta     | - | - | - | -   |
| 1966 | Inghilterra              | Non iscritta     | - | - | - | -   |
| 1970 | Messico                  | Non iscritta     | - | - | - | -   |
| 1974 | Germania                 | Non iscritta     | - | - | - | -   |
| 1978 | Argentina                | Non iscritta     | - | - | - | -   |
| 1982 | Spagna                   | Non qualificata  | - | - | - | -   |
| 1986 | Messico                  | Non partecipante | - | - | - | -   |
| 1990 | Italia                   | Non partecipante | - | - | - | -   |
| 1994 | Stati Uniti              | Non partecipante | - | - | - | -   |
| 1998 | Francia                  | Non partecipante | - | - | - | -   |
| 2002 | Giappone / Corea del Sud | Non qualificata  | - | - | - | -   |
| 2006 | Germania                 | Non qualificata  | - | - | - | -   |
| 2010 | Sudafrica                | Non qualificata  | - | - | - | -   |
| 2014 | Brasile                  | Non qualificata  | - | - | - | -   |
| 2018 | Russia                   | Non qualificata  | - | - | - | -   |
| 2022 | Qatar                    | Non qualificata  | - | - | - | -   |

### Coppa d'Africa
| Anno | Luogo                      | Piazzamento                               | V | N | P | Gol |
| ---- | -------------------------- | ----------------------------------------- | - | - | - | --- |
| 1957 | Sudan                      | Non partecipante                          | - | - | - | -   |
| 1959 | Rep. Araba Unita           | Non partecipante                          | - | - | - | -   |
| 1962 | Impero d'Etiopia           | Non partecipante                          | - | - | - | -   |
| 1963 | Ghana                      | Non partecipante                          | - | - | - | -   |
| 1965 | Tunisia                    | Non partecipante                          | - | - | - | -   |
| 1968 | Impero d'Etiopia           | Non partecipante                          | - | - | - | -   |
| 1970 | Sudan                      | Ritirata                                  | - | - | - | -   |
| 1972 | Camerun                    | Non partecipante                          | - | - | - | -   |
| 1974 | Egitto                     | Non qualificata                           | - | - | - | -   |
| 1976 | Etiopia                    | Non qualificata                           | - | - | - | -   |
| 1978 | Ghana                      | Non qualificata                           | - | - | - | -   |
| 1980 | Nigeria                    | Ritirata                                  | - | - | - | -   |
| 1982 | Libia                      | Non partecipante                          | - | - | - | -   |
| 1984 | Costa d'Avorio             | Non qualificata                           | - | - | - | -   |
| 1986 | Egitto                     | Non qualificata                           | - | - | - | -   |
| 1988 | Marocco                    | Non qualificata                           | - | - | - | -   |
| 1990 | Algeria                    | Non partecipante                          | - | - | - | -   |
| 1992 | Senegal                    | Non partecipante                          | - | - | - | -   |
| 1994 | Tunisia                    | Non partecipante                          | - | - | - | -   |
| 1996 | Sudafrica                  | Non partecipante                          | - | - | - | -   |
| 1998 | Burkina Faso               | Non partecipante                          | - | - | - | -   |
| 2000 | Ghana / Nigeria            | Non partecipante                          | - | - | - | -   |
| 2002 | Mali                       | Non partecipante                          | - | - | - | -   |
| 2004 | Tunisia                    | Non partecipante                          | - | - | - | -   |
| 2006 | Egitto                     | Non qualificata                           | - | - | - | -   |
| 2008 | Ghana                      | Non partecipante                          | - | - | - | -   |
| 2010 | Angola                     | Non qualificata                           | - | - | - | -   |
| 2012 | Guinea Equatoriale / Gabon | Non qualificata                           | - | - | - | -   |
| 2013 | Sudafrica                  | Non qualificata                           | - | - | - | -   |
| 2015 | Guinea Equatoriale         | Non qualificata                           | - | - | - | -   |
| 2017 | Gabon                      | Non qualificata                           | - | - | - | -   |
| 2019 | Egitto                     | Non qualificata                           | - | - | - | -   |
| 2021 | Camerun                    | Esclusa per motivi politico istituzionali | - | - | - | -   |

## Rosa attuale
Lista dei convocati per l'amichevole contro Gibuti del 15 giugno 2021 e per la partita di qualificazione alla Coppa araba FIFA 2021 contro l'Oman del 20 giugno 2021.
| N. | Pos. | Giocatore            | Data nascita (età) | Pres. | Reti | Squadra              |
| -- | ---- | -------------------- | ------------------ | ----- | ---- | -------------------- |
| 1  | P    | Mustaf Hussein       | 1º gennaio 1998    | 10    | 0    | Oskarshamns AIK      |
| 22 | P    | Hassan Ibrahim Ali   | 4 novembre 1996    | 2     | 0    | Dekedda              |
| 20 | P    | Abdirahman Jama      | 4 agosto 2000      | 0     | 0    | Elman                |
| 5  | D    | Ahmed Said Ahmed     | 4 luglio 1998      | 8     | 0    | MyPa                 |
| 4  | D    | Mohamud Ali Mohamed  | 8 luglio 1994      | 8     | 0    | Southport            |
| 13 | D    | Yonis Farah          | 4 settembre 1999   | 6     | 0    | IFK Eskilstuna       |
| 3  | D    | Abel Gigli           | 16 agosto 1990     | 4     | 1    | Fano                 |
| 6  | D    | Liban Abdulahi       | 2 novembre 1995    | 4     | 0    | ÍBA Akureyri         |
| 15 | D    | Saadiq Elmi          | 11 novembre 2000   | 2     | 0    | Grorud               |
| 2  | D    | Zayd Farah           | 12 gennaio 2000    | 2     | 0    | Perth Glory          |
| 19 | D    | Hussein Dahir        | 13 settembre 1997  | 0     | 0    | Elman                |
| 8  | C    | Abdulsamed Abdullahi | 19 gennaio 1997    | 4     | 0    | Ergotelīs            |
| 12 | C    | Mohamed Abukar       | 10 gennaio 1998    | 3     | 0    | Brightlingsea Regent |
| 14 | C    | Isse Ismail          | 20 aprile 1999     | 2     | 0    | IFK Värnamo          |
| 11 | C    | Mohamed Awad         | 7 maggio 1994      | 1     | 0    | Auckland City        |
| 21 | C    | Omar Jama            | 21 maggio 1998     | 1     | 0    | Gnistan              |
| 10 | C    | Ismail Liban         | 29 luglio 2001     | 1     | 0    | Cockburn City        |
| 9  | A    | Anwar Shakunda       | 12 aprile 1999     | 5     | 1    | Dekedda              |
| 7  | A    | Hussein Mohamed      | 20 marzo 1997      | 5     | 0    | Haka                 |
| 16 | A    | Ali Abdulkadir       | 8 gennaio 1995     | 2     | 0    | Hilltop              |
| 17 | A    | Fahad Mohamed        | 7 febbraio 2000    | 1     | 0    | Atlantis             |
| 18 | A    | Darman Arbi          | 14 giugno 2002     | 0     | 0    | Atletico Arabia      |